# Coulonges (Charente)
Coulonges é uma comuna francesa na região administrativa da Nova Aquitânia, no departamento de Charente. Estende-se por uma área de 3,02 km². Em 2010 a comuna tinha 133 habitantes (densidade: 44 hab./km²).